# 科斯姆湖
62°22′43″N 34°59′56″E / 62.37861°N 34.99889°E
科斯姆湖（俄语：Космозеро），是俄羅斯的湖泊，位於該國西北部，由卡累利阿共和國負責管轄，長31公里、寬2.2公里，面積20.6平方公里，海拔高度38米，湖岸線長度71.2公里，集水區面積154平方公里，平均水深6.9米，最大水深15米。